# The Emancipation of Mimi
The Emancipation of Mimi ist das zehnte Studioalbum der US-amerikanischen Pop-Sängerin Mariah Carey, die privat Mimi genannt wird.
Das Album ist aufgrund seiner guten Verkaufszahlen maßgeblich für das Comeback der Sängerin im Jahr 2005 verantwortlich, da es Mariah Carey aus dem Verkaufstief der Vorgängeralben Glitter (2001) und Charmbracelet (2002) geholfen hat.
Die ursprüngliche Version des Albums brachte vier Singles hervor; darunter befinden sich die Vorab-Auskopplung It’s Like That, die US-Single Shake It Off, Get Your Number mit Jermaine Dupri und die Ballade We Belong Together.
2006 wurde das Album und seine Singles mit acht Grammy-Nominierungen bedacht. Das Album gewann den Preis in der Kategorie „Best Contemporary R&B Album“, das Lied We Belong Together wurde als „Best R&B Song“ und Mariah Carey für die gesangliche Leistung auf diesem Lied mit dem Grammy in der Kategorie „Best Female R&B Vocal Performance“ ausgezeichnet.

## Titelliste

### US Edition
01. It’s Like That – 3:23
02. We Belong Together – 3:21
03. Shake It Off – 3:52
04. Mine Again – 4:01
05. Say Somethin (feat. Snoop Dogg) – 3:44
06. Stay the Night – 3:57
07. Get Your Number (feat. Jermaine Dupri) – 3:15
08. One and Only (feat. Twista) – 3:14
09. Circles – 3:30
10. Your Girl – 2:46
11. I Wish You Knew – 3:34
12. To the Floor (feat. Nelly) – 3:27
13. Joy Ride – 4:03
14. Fly Like a Bird – 3:53

### UK-Ausgabe
15. Sprung – 3:25

### Japan-Ausgabe
15. Sprung – 3:25
16. Secret Love – 3:09

### Ultra Platinum Edition
Im Oktober 2005 wurde die „Ultra Platinum Edition“ des Albums veröffentlicht. Der Re-Release beinhaltet sowohl die Single Don’t Forget About Us (Mariah Careys 17. Nr.-1-Single, 2. Nummer-1-Hit aus diesem Album), als auch zwei unveröffentlichte Tracks und zusätzliche Remixe. Die beiliegende DVD enthält die Videos zu den Liedern It’s Like That, We Belong Together, Shake It Off und Get Your Number.
15. Don’t Forget About Us – 3:53
16. Makin' It Last All Night (feat. Jermaine Dupri) – 3:52
17. So Lonely (One & Only Part 2) (feat. Twista) – 3:53
18. We Belong Together (Remix) (feat. Jadakiss & Styles P.) – 4:25
Die Single zu „Don’t Forget About Us“ wurde Mariah Careys 17. Nummer-1-Hit in den Billboard-Charts.

## Chartplatzierungen
| ChartsChartplatzierungen       | Höchstplatzierung | Wochen |
| ------------------------------ | ----------------- | ------ |
| Deutschland (GfK)              | 14 (32 Wo.)       | 32     |
| Österreich (Ö3)                | 19 (12 Wo.)       | 12     |
| Schweiz (IFPI)                 | 9 (27 Wo.)        | 27     |
| Vereinigte Staaten (Billboard) | 1 (74 Wo.)        | 74     |
| Vereinigtes Königreich (OCC)   | 7 (50 Wo.)        | 50     |

| ChartsJahrescharts (2005)      | Platzierung |
| ------------------------------ | ----------- |
| Deutschland (GfK)              | 79          |
| Schweiz (IFPI)                 | 78          |
| Vereinigte Staaten (Billboard) | 4           |
| Vereinigtes Königreich (OCC)   | 31          |

| ChartsJahrescharts (2006)      | Platzierung |
| ------------------------------ | ----------- |
| Vereinigte Staaten (Billboard) | 11          |
| Vereinigtes Königreich (OCC)   |             |

### Singles
| Jahr | Titel                 | Höchstplatzierung, Gesamtwochen, AuszeichnungChartplatzierungen (Jahr, Titel, , Platzierungen, Wochen, Auszeichnungen, Anmerkungen) | Höchstplatzierung, Gesamtwochen, AuszeichnungChartplatzierungen (Jahr, Titel, , Platzierungen, Wochen, Auszeichnungen, Anmerkungen) | Höchstplatzierung, Gesamtwochen, AuszeichnungChartplatzierungen (Jahr, Titel, , Platzierungen, Wochen, Auszeichnungen, Anmerkungen) | Höchstplatzierung, Gesamtwochen, AuszeichnungChartplatzierungen (Jahr, Titel, , Platzierungen, Wochen, Auszeichnungen, Anmerkungen) | Höchstplatzierung, Gesamtwochen, AuszeichnungChartplatzierungen (Jahr, Titel, , Platzierungen, Wochen, Auszeichnungen, Anmerkungen) | Höchstplatzierung, Gesamtwochen, AuszeichnungChartplatzierungen (Jahr, Titel, , Platzierungen, Wochen, Auszeichnungen, Anmerkungen) | Anmerkungen                                               | [↑]: gemeinsam behandelt mit vorhergehendem Eintrag; [←]: in beiden Charts platziert |
| Jahr | Titel                 | DE | AT | CH | UK | US | R&B | Anmerkungen                                               |                                                                                      |
| --- | --------------------- | --- | --- | --- | --- | --- | --- | --------------------------------------------------------- | ------------------------------------------------------------------------------------ |
| 2005 | It’s Like That        | DE14 (11 Wo.)DE | AT33 (11 Wo.)AT | CH10 (18 Wo.)CH | UK4 (15 Wo.)UK | US16 (20 Wo.)US | R&B17 (20 Wo.)R&B | Erstveröffentlichung: 7. Januar 2005                      |                                                                                      |
| 2005 | We Belong Together    | DE11 (11 Wo.)DE | AT31 (11 Wo.)AT | CH4 (13 Wo.)CH | UK2 (26 Wo.)UK | US1 (43 Wo.)US | R&B1 (52 Wo.)R&B | Erstveröffentlichung: 29. März 2005 Verkäufe: + 5.000.000 |                                                                                      |
| 2005 | Shake It Off          | — | — | — | UK9 (9 Wo.)UK | US2 (26 Wo.)US | R&B2 (35 Wo.)R&B | Erstveröffentlichung: 12. Juli 2005                       |                                                                                      |
| 2005 | Get Your Number       | DE27 (9 Wo.)DE | AT41 (11 Wo.)AT | CH14 (21 Wo.)CH[UK: ↑] | UK9 (9 Wo.)UK | — | — | Erstveröffentlichung: 3. Oktober 2005 mit Jermaine Dupri  |                                                                                      |
| 2005 | Don’t Forget About Us | DE41 (8 Wo.)DE | AT61 (3 Wo.)AT | CH19 (5 Wo.)CH | UK11 (10 Wo.)UK | US1 (21 Wo.)US | R&B1 (25 Wo.)R&B | Erstveröffentlichung: 12. Dezember 2005                   |                                                                                      |
| 2006 | Fly Like a Bird       | — | — | — | — | — | R&B19 (43 Wo.)R&B | Erstveröffentlichung: 19. Februar 2006                    |                                                                                      |
| 2006 | Say Somethin’         | DE63 (3 Wo.)DE | — | CH55 (6 Wo.)CH | UK27 (4 Wo.)UK | US79 (5 Wo.)US | — | Erstveröffentlichung: 3. April 2006 mit Snoop Dogg        |                                                                                      |
| Folgende Lieder erschienen nicht als Single, wurden aber durch das Album zum Download und Streaming bereitgestellt und konnten somit eine Platzierung erlangen: |                       | | | | | | |                                                           |                                                                                      |
| |                       | | | | | | |                                                           |                                                                                      |
| 2005 | So Lonely             | — | — | — | — | — | R&B65 (7 Wo.)R&B | feat. Twista                                              |                                                                                      |
| 2005 | Mine Again            | — | — | — | — | — | R&B73 (4 Wo.)R&B |                                                           |                                                                                      |

### Auszeichnungen für Musikverkäufe
The Emancipation of Mimi konnte sich laut Quellen weltweit mehr als 12 Millionel Mal verkaufen.
| Land/Region                  | Auszeichnungen für Musikverkäufe (Land/Region, Auszeichnung, Verkäufe) | Verkäufe  |
| ---------------------------- | ---------------------------------------------------------------------- | --------- |
| Australien (ARIA)            | Platin                                                                 | 70.000    |
| Brasilien (PMB)              | Gold                                                                   | 50.000    |
| Deutschland (BVMI)           | Gold                                                                   | (100.000) |
| Europa (IFPI)                | Platin                                                                 | 1.000.000 |
| Frankreich (SNEP)            | Gold                                                                   | (100.000) |
| Japan (RIAJ)                 | Platin                                                                 | 250.000   |
| Kanada (MC)                  | 3× Platin                                                              | 300.000   |
| Neuseeland (RMNZ)            | Platin                                                                 | 15.000    |
| Vereinigte Staaten (RIAA)    | 7× Platin                                                              | 7.000.000 |
| Vereinigtes Königreich (BPI) | 2× Platin                                                              | (600.000) |
| Insgesamt                    | 3× Gold · 16× Platin ·                                                 | 8.685.000 |

Hauptartikel: Mariah Carey/Auszeichnungen für Musikverkäufe